# مسجد چهارروستایی
مسجد چهارروستایی، مربوط به سده‌های متاخر دوران‌های تاریخی پس از اسلام است و در روستای چهارروستایی، دهستان رودحله، بخش ریگ، شهرستان گناوه، ایران واقع شده و این اثر در تاریخ ۱۸ شهریور ۱۳۸۷ با شمارهٔ ثبت ۲۳۳۲۰ به‌عنوان یکی از آثار ملی ایران به ثبت رسیده‌است.